# Аедава
Аедава (на латински: Aedava, Aedeva, Aedabe, Aedeba, Aedadeba) е дакийско селище, локализирано южно от Дунав в Мизия (днес в Северна България Вероятно в местността „Калето“ на около 6,5 km западно от Оряхово на скат на десния бряг на река Огоста в близост до вливането и с Дунав). В произведението си De Aedificiis, историкът от 6 век Прокопий поставя Аедава до река Дунав между Августа и Вариана. По това време управлява император Юстиниан (упр. 527 – 565).